# King Crimson
King Crimson este o trupă britanică de rock progresiv formată de chitaristul Robert Fripp și bateristul Michael Giles în 1969.
Trupa a fost catalogată ca una de rock progresiv cu toate că au abordat și diverse influențe de la jazz, muzică clasică sau experimentală la muzica psihedelică, New Wave, hard rock, gamelan și muzica folk. King Crimson nu a fost o trupă cu mare succes la posturile de radio sau la televiziune, însa a fost extrem de apreciată in randul scenei "underground". Albumul lor de debut In The Court of The Crimson King este considerat ca unul din primele albume "adevărate" de rock progresiv intrând în lista celor "1001 albume pe care trebuie să le asculți înainte de a muri".
La inceputul anilor '70 componența trupei se schimbă destul de des datorită noilor stiluri de funk și jazz pe care trupa le experimenta. Pe masură ce grupul a abordat tot mai mult hard rock-ul improvizand in mare masură, componența formației a devenit mai stabilă până la destrămarea din 1974. Trupa s-a reunit în 1981 pentru o perioadă de trei ani fiind influențată de stiluri ca New Wave sau gamelan. În 1994 o noua reunire a găsit trupa abordând sound-uri cu care își obișnuiseră fanii în anii '70 și '80 dar și influențe de genuri muzicale mai recente cu care au continuat și în secolul 21 .
De-alungul timpului, componența trupei s-a schimbat considerabil, în formație perindându-se nici mai mult nici mai puțin de 18 muzicieni și doi compozitori.

## Membrii trupei
- Robert Fripp (n. 1946) - chitară, pian electric, mellotron, claviaturi (1969 - prezent)
- Michael Giles (n. 1942) - baterie, voce (1969 - 1970)
- Greg Lake (1947-2016) - chitară bas, voce, tamburina (1969 - 1970)
- Ian McDonald (1946-2022) - saxofon, clarinet, flaut, mellotron, voce (1969; 1974)
- Peter Sinfield (1943-2024) - versuri, sintetizator (1969 - 1971)
- Mel Collins (n. 1947) - saxofon, flaut, voce, mellotron (1970 - 1972; 1974)
- Gordon Haskell (n. 1946) - chitară bas, voce (1970)
- Andy McCulloch (n. 1945) - baterie (1970)
- Boz Burrell (1946-2006) - chitară bas, voce (1971 - 1972)
- Ian Wallace (1946-2007) - baterie, percuție, voce (1971 - 1972)
- John Wetton (1949-2017) - chitară bas , voce (1972 - 1974)
- Bill Bruford (n. 1949) - baterie, percuție (1972 - 1998)
- David Cross (n. 1949) - vioara, flaut, mellotron, pian electric, claviaturi (1972 - 1974)
- Jamie Muir (n. 1943) - percutie (1972 - 1973)
- Richard Palmer - James (n. 1947) - versuri (1972 - 1974)
- Adrian Belew (n. 1949) - chitară, voce (1981 - prezent)
- Tony Levin (n. 1946) - chitară bas (1981 - 1999; 2003 - prezent)
- Trey Gunn (n. 1960) - chitară Warr (1994 - 2003)
- Pat Mastelotto (n. 1955) - baterie, percuție (1994 - prezent)
- Gavin Harrison (n. 1963) - baterie (2007 - prezent)

## Discografie

### Albume de studio
- In The Court of The Crimson King (10 octombrie 1969)
- In The Wake of Poseidon (15 mai 1970)
- Lizard (decembrie 1970)
- Islands (decembrie 1971)
- Larks' Tongues in Aspic (23 martie 1973)
- Starless and Bible Black (29 martie 1974)
- Red (noiembrie 1974)
- Discipline (septembrie 1981)
- Beat (18 iunie 1982)
- Three of a Perfect Pair (27 martie 1984)
- Thrak (25 aprilie 1995)
- The ConstruKtion of Light (23 mai 2000)
- The Power to Believe (4 martie 2003)

### Albume din concert
- Earthbound (1972)
- USA (1975)
- The Great Deceiver (1992)
- B ' Boom: Live in Argentina (22 august 1995)
- Thrakattak (1996)
- Epitaph (1997)
- The Night Watch (1997)
- Absent Lovers: Live in Montreal (23 iunie 1998)
- Cirkus: The Young Persons' Guide to King Crimson Live (25 mai 1999)
- Live in Mexico City (1999)
- The ProjeKcts (26 octombrie 1999)
- The Deception of The Thrush: A Beginners' Guide to ProjeKcts (1999)
- The Beginners' Guide to The King Crimson Collectors ' Club (2000)
- Heavy ConstruKtion (2000)
- Vrooom Vrooom (13 noiembrie 2001)
- Ladies of The Road (12 noiembrie 2002)
- EleKtriK: Live in Japan (2003)
- The Power to Believe Tour Box (28 februarie 2003)

### Compilații
- A Young Person's Guide to King Crimson (1976)
- The Compact King Crimson (1986)
- Heartbeat : The Abbreviated King Crimson (1991)
- Frame by Frame : The Essential King Crimson (1991)
- Sleepless : The Concise King Crimson (1993)
- The 21st Century Guide to King Crimson - Volume One - 1969 - 1974 (2004)
- The 21st Century Guide to King Crimson - Vol . 2 - 1981 - 2003 (2005)
- The Condensed 21st Century to King Crimson (2006)